# Дженифър Ръш
Дженифър Ръш (на английски: Jennifer Rush) е американска певица от еврейски произход, която дълги години живее и работи в Германия. Става известна с песента от 1984 година „The Power of Love“.

## Дискография

### Студийни албуми
- 1984 – Jennifer Rush
- 1985 – Jennifer Rush: International Version
- 1985 – Movin'
- 1987 – Heart Over Mind
- 1988 – Passion
- 1989 – Wings of Desire
- 1992 – Jennifer Rush
- 1995 – Out of My Hands
- 1997 – Credo
- 1998 – Classics
- 2010 – Now Is the Hour

### Компилации
- 2007 – Stronghold: The collector's hit box (3 CD)
- 2011 – The best of Jennifer Rush. The Power of Love
- 2012 – The Power of Love
- 2013 – Rush Hour: The Original Hits (3 CD)
- 2013 – Great Hits
- 2018 – Original Album Classics (5 CD)